# Sphenomorphus dussumieri
Sphenomorphus dussumieri este o specie de șopârle din genul Sphenomorphus, familia Scincidae, descrisă de Auguste Henri André Duméril și Bibron 1839. A fost clasificată de IUCN ca specie cu risc scăzut. Conform Catalogue of Life specia Sphenomorphus dussumieri nu are subspecii cunoscute.